# Kleinste egelskop
Kleinste egelskop (Sparganium natans) is een overblijvende plant die behoort tot de egelskopfamilie (Sparganiaceae). De soort staat op de Nederlandse Rode lijst van planten als zeldzaam en zeer sterk afgenomen. De plant komt van nature voor op het Noordelijk halfrond.

## Determinatie
De plant wordt 10–100 cm hoog en heeft in het water zwevende of rechtopstaande stengels. De 2–6 mm brede, drijvende of rechtopstaande, bladeren zijn vlak met geen of onduidelijke middennerf en van onderen niet gekield.
Kleinste egelskop bloeit van juni tot in augustus met witgele bloemen, die in hoofdjes staan gerangschikt. Er zijn een tot drie hoofdjes met vrouwelijke en een of twee hoofdjes met mannelijke bloemen. Het hoofdje heeft een schutblad met een verbrede voet. De mannelijke bloemhoofdjes zitten boven de vrouwelijke. De langwerpig-eironde stempels zijn tot 1 mm lang.
De kortgesteelde vrucht is een omgekeerd ei- tot spoelvormig, niet ingesnoerd nootje met één zaad.

## Ecologie
Kleinste egelskop komt voor in het ondiepe water van heidevennen, hoogveenpoeltjes en laagveensloten.

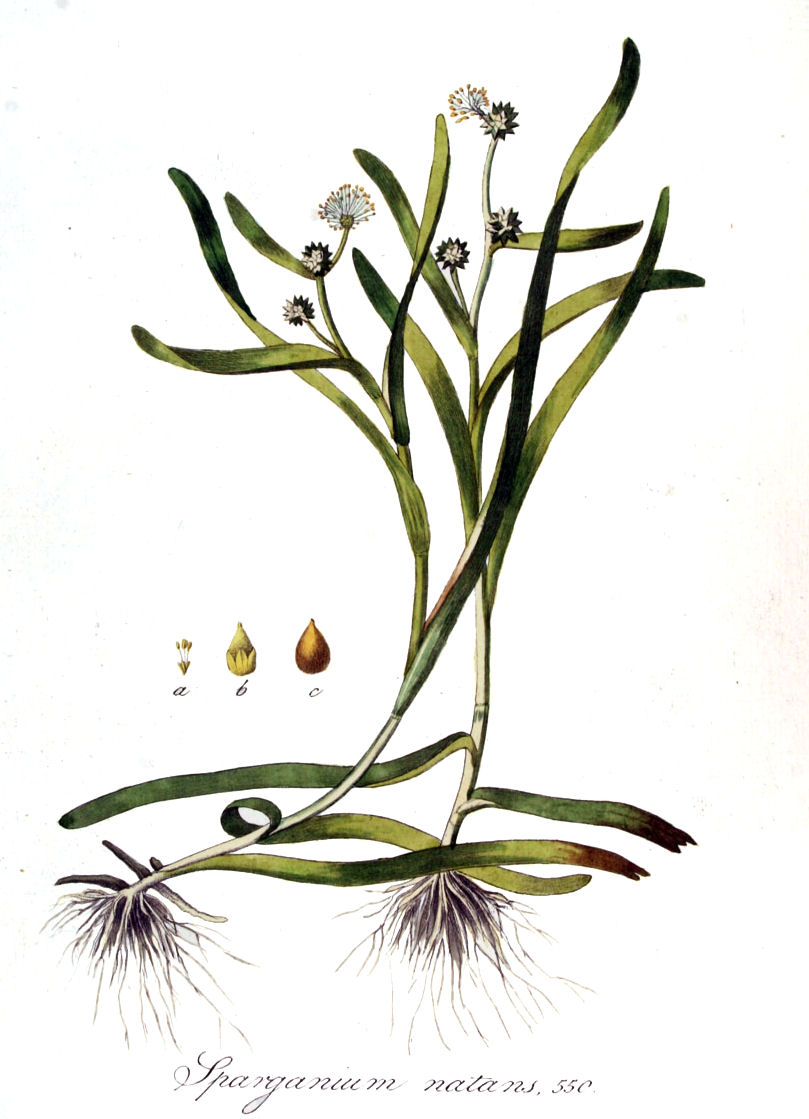
Kleinste egelskop

## Namen andere talen
- Duits: Zwerg-Igelkolben
- Engels: Least Bur-reed, Small bur-reed
- Frans: Rubanier nain